# Àquila Romà
Àquila Romà (en llatí: Aquila Romanus) va ser un gramàtic que va viure després d'Alexandre Numeni i abans de Juli Rufinià, probablement al segle iii.
Va escriure l'obra De Figuris Sententiarum et Elocutionis, un petit tractat de retòrica que s'ha conservat. Rufinià diu que Àquila va treure materials d'aquesta obra d'una que havia escrit Alexandre Numeni.